# Caroline Hindmarsh
Caroline Aurore Vannerus Hindmarsh, född 21 februari 1963, är en svensk jurist som var lagman i Östersunds tingsrätt från 2017 till 2023.
Hindmarsh utsågs till rådman i Stockholms tingsrätt 19 december 2007. Den 11 maj 2017 utsågs hon till lagman i Östersunds tingsrätt.